# Heilige Drei Könige (Bachtel)

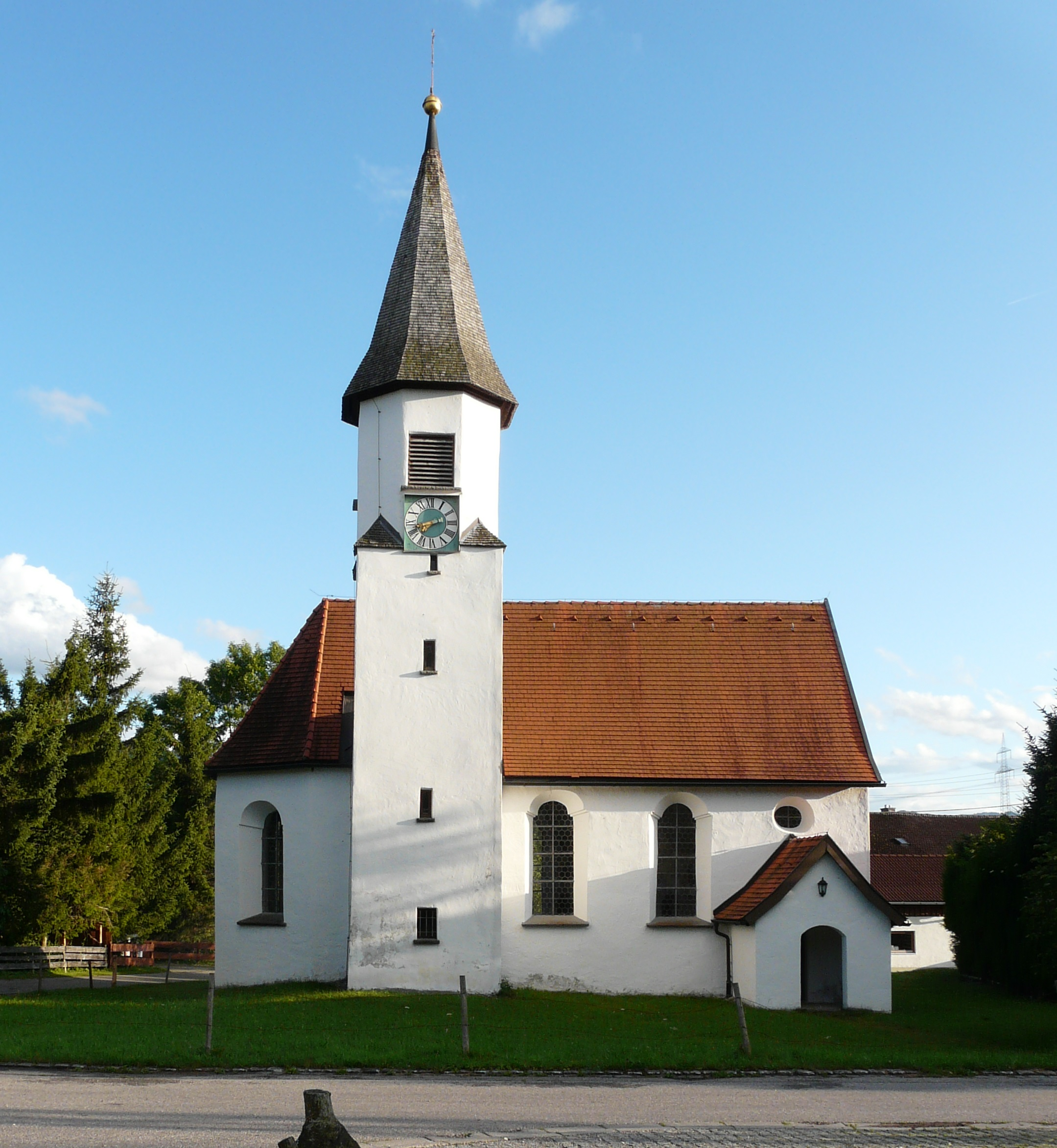
Heilige Drei Könige in Bachtel

Die römisch-katholische Filialkirche Heilige Drei Könige steht in Bachtel, einem Gemeindeteil von Oy-Mittelberg im schwäbischen Landkreis Oberallgäu in Bayern. Das Bauwerk ist in der Liste der Baudenkmäler in Oy-Mittelberg als Baudenkmal unter der Nr. D-7-80-128-8 eingetragen. Die Kirchengemeinde gehört zum Bistum Augsburg.

## Beschreibung
Die Saalkirche wurde 1664 erbaut. Sie besteht aus einem Langhaus, einem eingezogenen, dreiseitig geschlossenen Chor im Osten, einem Chorflankenturm an der Nordwand des Chors und der Sakristei an der Süd-Ost-Ecke des Langhauses. Der Chorflankenturm auf quadratischem Grundriss wurde mit einem achteckigen Geschoss aufgestockt, das die Turmuhr und den Glockenstuhl beherbergt, und mit einem spitzen Helm bedeckt. Der Innenraum des Chors ist mit einem Stichkappengewölbe überspannt. Der 1739/40 angebrachte Stuck wird Joseph Fischer zugeschrieben. Zur Kirchenausstattung gehört ein Hochaltar, der um 1700 von Nikolaus Babel gebaut wurde. Ein Gemälde über die Anbetung der Könige stammt von Franz Anton Zeiller. Die um 1740 gebauten Seitenaltäre werden Peter Heel zugeschrieben. An den Brüstungen der Emporen befindet sich ein Bildzyklus über die Geschichte der Heiligen Drei Könige nach dem Matthäusevangelium.